# Saori Takarada
Saori Takarada (宝田 沙織?, Takarada Saori; Prefettura di Toyama, 27 dicembre 1999) è una calciatrice giapponese, attaccante del Cerezo Osaka Yanmar e della nazionale giapponese.

## Palmarès

### Nazionale
- Campionato mondiale under 20: 1

2018
- SheBelieves Cup: 1

2025